# Neuss
Neuss és una ciutat d'Alemanya situada en la part occidental de l'estat de Rin del Nord-Westfàlia.

## Context
Cruïlla ferroviària i canal portuari prop del riu Rin i de la ciutat de Düsseldorf. La seva població és d'uns 150.000 habitants.

## Economia local

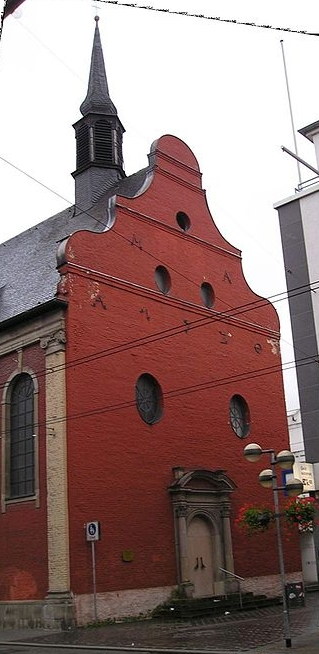
L'Església de Sant Sebastià al centre de Neuss.

Neuss ha estat mercat de cereals des del segle xiii. Avui dia s'hi fabrica maquinària, productes químics, material de construcció i aliments processats.

## Patrimoni
Alguns dels seus monuments històrics són l'església de Sant Quirí (segle xiii), el Obertor, una enorme casa que alberga el museu Clemens-Sels i el Zeughaus (segle XVII) que era originalment un arsenal i avui és una sala de concerts.

## Història
Va ser fundada, aproximadament l'any 12 aC, com a fortalesa romana, amb el nom de Novaesium.
Els francs van rebatejar la comunitat com Niusa i el 1190 se li va atorgar un estatut. El 1474 i 1475, Carles I de Borgonya "el Temerari" va assetjar la ciutat sense èxit. No obstant això, a l'estiu de 1586, Alexandre I de Parma (Alexandre Farnese) va assetjar la ciutat, que es va negar a rendir-se, i a punt va estar de morir ell mateix en un atac sense avis previ, per la qual cosa la va saquejar sense pietat, matant a tota la guarnició enemiga i destruint tota la ciutat com a escarment per la seva conducta.
Neuss va estar sota control francès des de 1794 fins a 1813 i el control de la ciutat va passar a les mans de Prússia el 1816. Va sofrir grans danys durant la Segona Guerra Mundial.

## Ciutats agermanades
- Saint Paul, Minnesota, Estats Units des de 1999
- Châlons-en-Champagne, França des de 1972
- Rijeka, Croàcia des de 1990
- Pskov, Rússia des de 1990